# 陳真 (電視劇)
《陳真》（英語：The Fist）是香港麗的電視製作的電視劇集，在1982年2月首播，共20集，由徐小明兼任監製。此劇是繼1981年《大俠霍元甲》後，以精武館為故事的續篇。由於《大俠霍元甲》首播後大受歡迎，麗的電視遂在次年推出該劇的續篇。故事男主角陳真雖已在《大俠霍元甲》的結尾死去，但卻在該劇中「復活」。此劇再次把麗的電視的武打片攻勢推向了又一高潮，并使梁小龍的「陳真」形象深入人心。《陳真》後尚有1984年的《霍東閣》為續篇，但已沒有陳真這角色。

## 劇情簡介
霍元甲的徒弟陳真九死一生攜帶霍元甲的兒子霍東覺流浪江湖，立志不忘師傅的骨培養成人，以承父志。以佐滕為首的東洋邪惡勢力東瀛武者，妄圖稱霸中華武林，到處挑起事端，陳真見狀決心重建“精武門”使佐滕等陰謀不能得逞。佐滕一夥不甘失敗，用卑鄙的手段綁架了霍東覺，誘殺陳真，陳真不顧一切深入虎穴，不幸中計遇害。

## 主要演員
- 梁小龍　飾　陳真
- 余安安　飾　方志心
- 劉緯民　飾　柳生靜雲
- 蔡瓊輝　飾　徐燕如
- 徐小明　飾　程小嬌
- 董　驃　飾　皇甫一驃
- 凌文海　飾　方志雄
- 林迪安　飾　方志威
- 鄭　雷　飾　佐藤霸川
- 葉天行　飾　山本泓
- 徐二牛　飾　淺見澤
- 阮令濤　飾　師爺
- 吳　回　飾　金廳長
- 張　瑛　飾　徐硯農
- 司馬華龍　飾　龍兆基
- 李　亨　飾　關市長
- 李月清　飾　皇甫大嫂
- 張家偉　飾　霍東覺
- 汪　偉　飾　皇甫一脈
- 蕭山仁　飾　梁琪
- 許英秀　飾　梁父
- 梁　天　飾　渡邊
- 王　偉　飾　趙善寧
- 甘　山　飾　關發
- 江　濤　飾　馮瀟
- 區　嶽　飾　華叔
- 陳佗杰　飾　大夫
- 伍永森　飾　斧頭幫幫主
- 鄭文霞　飾　方家外婆
- 陳婉薇　飾　霍元甲妻
- 黎　宣　飾　霍元甲母
- 伍國成　飾　霍元英
- 譚榮傑　飾　劉振聲
- 楊家安　飾　陸大安
- 周美玲　飾　阿蘭
- 曾健明　飾　副官
- 黃偉方　飾　田中龜
- 石　雲　飾　日本浪人
- 鄧舜斗　飾　日本浪人
- 張善明　飾　假霍東覺
- 袁祥仁　飾　江戶八忍之首
- 韓　江　飾　船家老大
- 楊　和　飾　煙格老板

## 重播
本劇被安排由2014年2月10日至3月8日期間在歲月留聲頻道，以《名製作人作品：徐小明》名義，於星期一至五晚22:30-23:30播出。